# Audi Q4 e-tron
De Audi Q4 e-tron is een middelgrote elektrische cross-over SUV van de Duitse autoproducent Audi. Het is het vierde elektrische model in het Audi e-tron-gamma na de Audi e-tron, e-tron GT en de Q2L e-tron. Een pre-productieversie van de Q4 e-tron was in primeur te zien op het Autosalon van Genève in 2019, de wagen ging in maart 2021 in productie.

## Specificaties
De Q4 e-tron wordt in het segment van de middelgrote SUV's gepositioneerd tussen de Q3 en de Q5. Grote delen van het exterieurdesign, zoals de spoilers aan de voorste wielkasten, de achterspoiler of de spijlen onder de koplampen, zijn specifiek ontworpen om de aerodynamica van de wagen te verbeteren. De Q4 e-tron haalt daarmee een luchtweerstandscoëfficiënt van 0,28. De Sportback-versie bereikt met een aflopende daklijn een luchtweerstandscoëfficiënt van 0,26.
In de optielijst bevindt zich onder andere een augmented reality head-up display en een 11,6 -infotainmentscherm dat kan bediend worden bediend via spraakopdrachten.
De uitvoering met achterwielaandrijving maakt gebruikt van een 150 kW (201 pk) sterke elektromotor op de achteras met een koppel van 310 Nm. Het quattro-model met vierwielaandrijving is uitgerust met een tweede asynchrone elektromotor op de vooras die tot 75 kW (101 pk) extra vermogen kan leveren. Meestal wordt de voorste motor niet geactiveerd om de algehele efficiëntie te verhogen.
De wagen beschikt over een watergekoelde lithium-ion-accu van 55/52 kWh of van 82/77 kWh. De kleinere batterij heeft een gewicht van 350 kg en levert een rijbereik tot 341 km (WLTP), terwijl de grotere batterij 500 kg weegt en al naargelang de uitvoering een rijbereik levert tot 485 km (quattro) of tot 520 km met achterwielaandrijving.
De Q4 e-tron scoorde vijf sterren op de Euro NCAP-tests.
| Type              | Motor               | Vermogen        | Koppel | Aandrijving           | Gewicht | 0–100 km/u | Topsnelheid | Jaartal |
| ----------------- | ------------------- | --------------- | ------ | --------------------- | ------- | ---------- | ----------- | ------- |
| 35 e-tron         | elektromotor        | 125 kW (170 pk) | 310 Nm | achterwielaandrijving | 1965 kg | 9,0 s      | 160 km/u    | 2021 -  |
| 40 e-tron         | elektromotor        | 150 kW (204 pk) | 310 Nm | achterwielaandrijving | 2125 kg | 8,5 s      | 160 km/u    | 2021 -  |
| 45 e-tron quattro | twee elektromotoren | 195 kW (265 pk) | 425 Nm | vierwielaandrijving   | 2210 kg | 6,9 s      | 180 km/u    | 2021 -  |
| 50 e-tron quattro | twee elektromotoren | 220 kW (299 pk) | 460 Nm | vierwielaandrijving   | 2210 kg | 6,2 s      | 180 km/u    | 2021 -  |

## Galerij

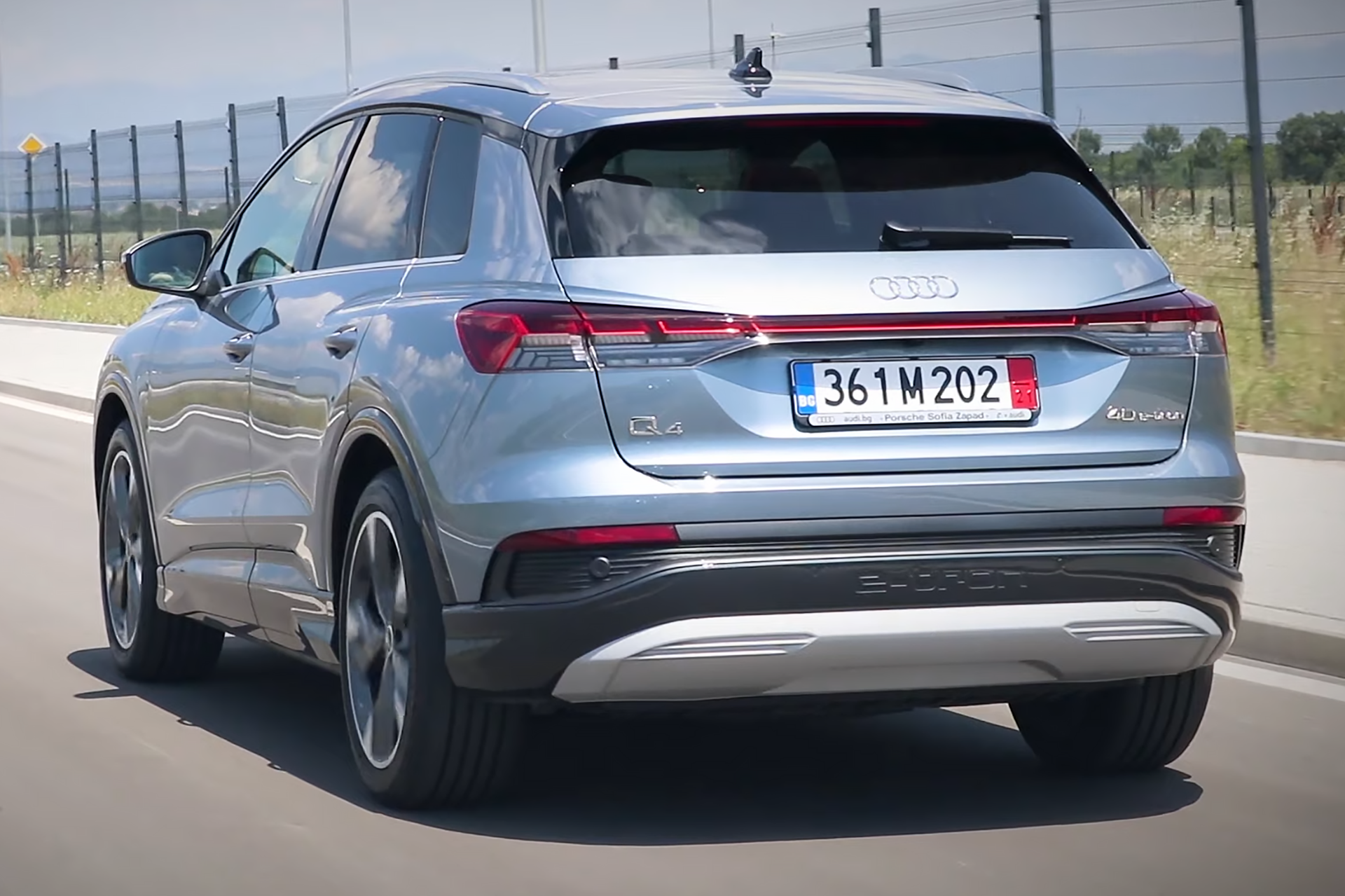
Achteraanzicht
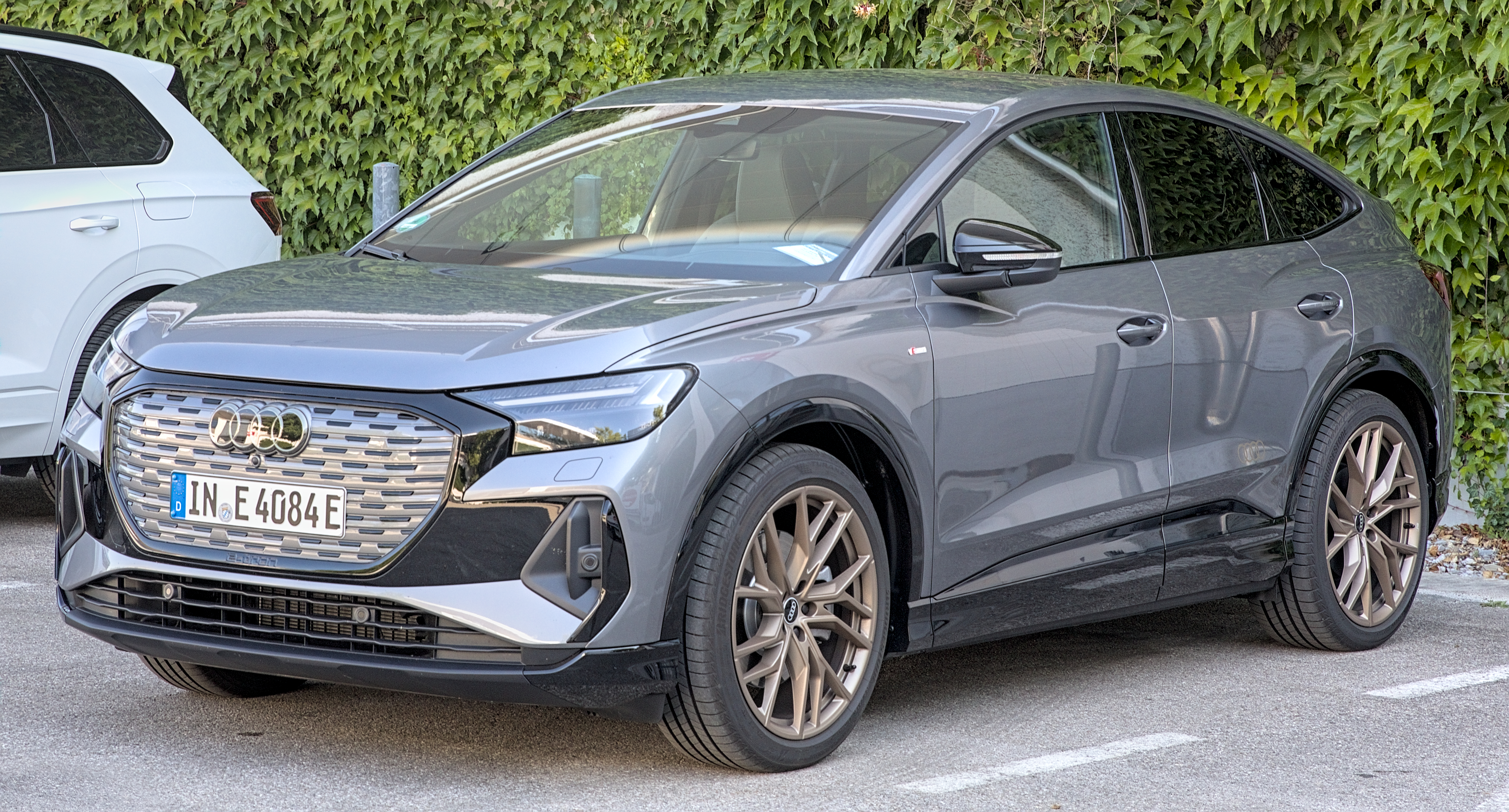
Vooraanzicht (Sportback)
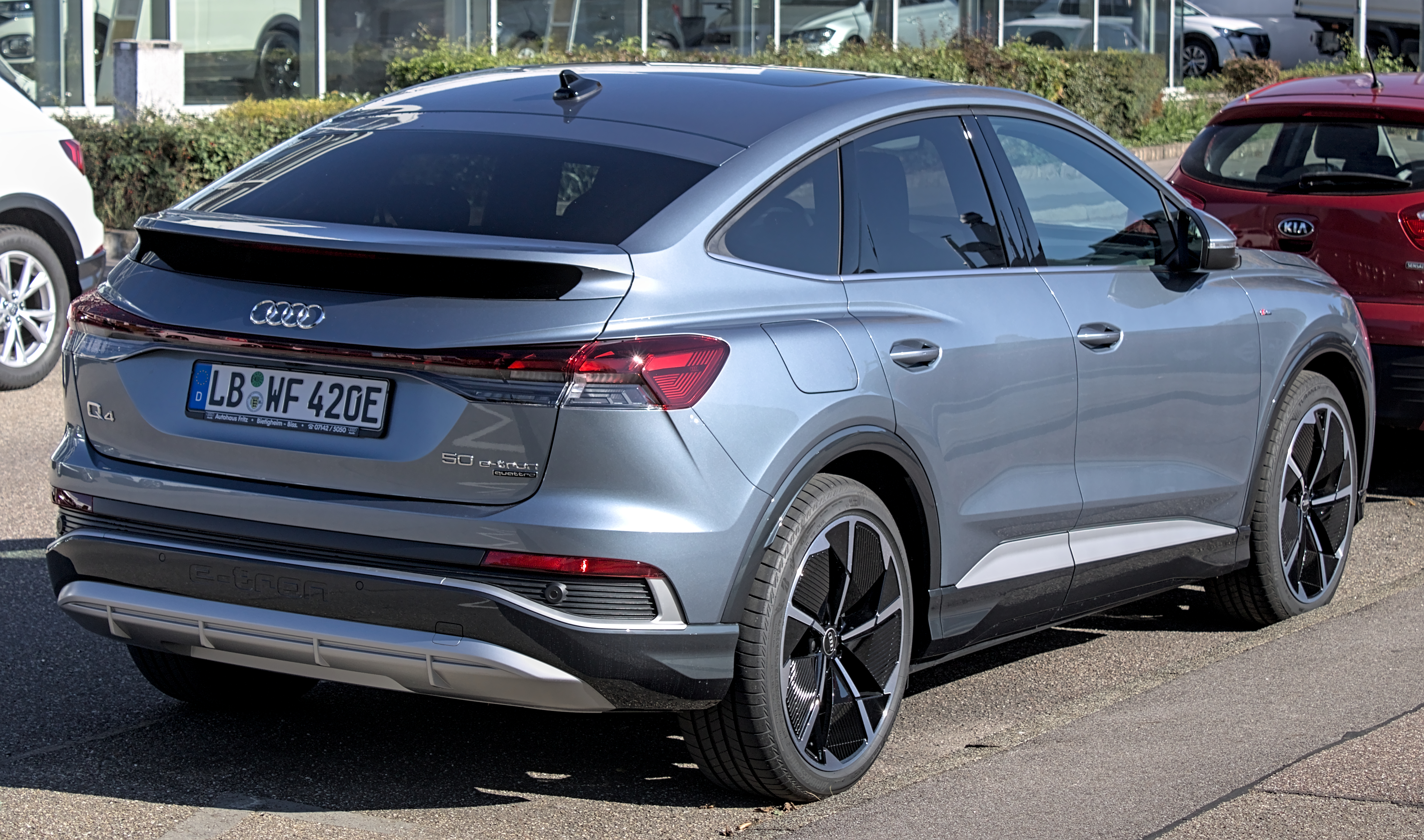
Achteraanzicht (Sportback)
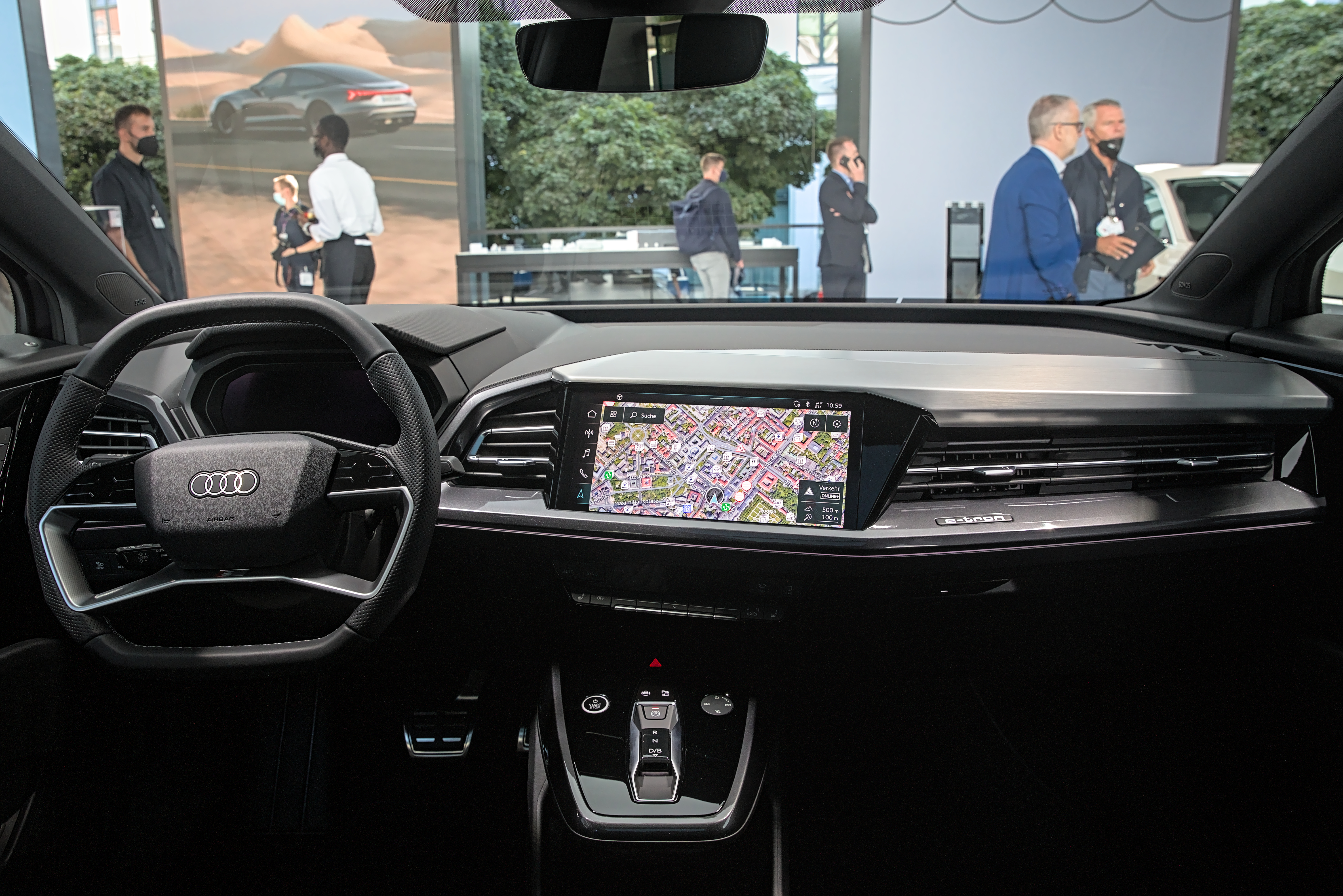
Interieur
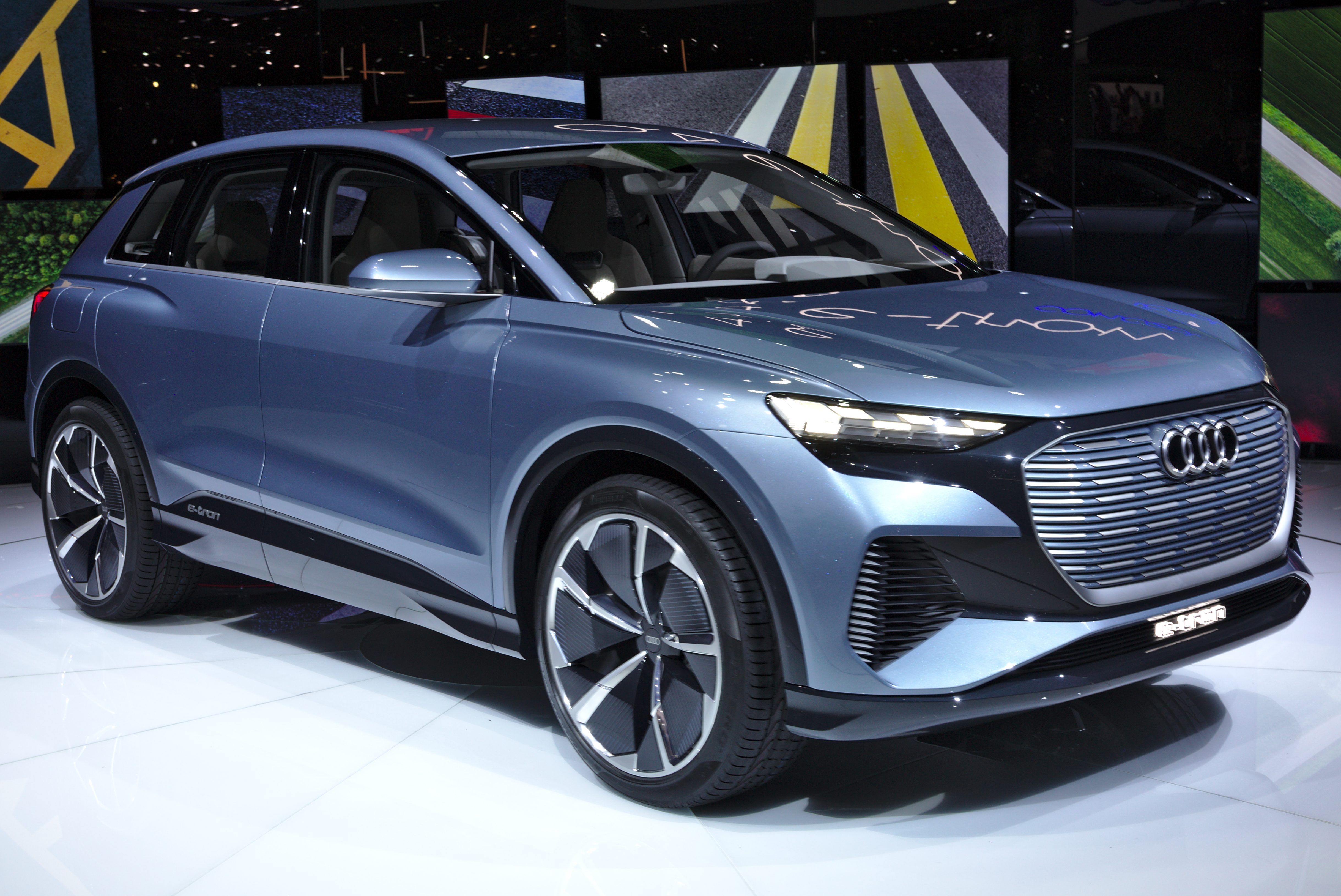
Audi Q4 e-tron-concept